# Черток, Леонид Михайлович
Леони́д Миха́йлович Черто́к (19 февраля 1922, Бердянск — 25 сентября 2009, Москва) — режиссёр советского театра, кино и телевидения, актёр, член Союза кинематографистов СССР.

## Биография
Родился 19 февраля 1922 год в городе Бердянске (ныне Запорожская область, Украина). Отец — революционер, большевик, партийный деятель, член ВКП(б). Мать Елизавета Исааковна Черток занимала ответственный пост во Внешторге (Наркомат внешней торговли РСФСР, позднее Министерство внешней торговли СССР). В 1925 году семья переезжает в Москву. С детства увлекался театром, играл в школьном театральном кружке и занимался в театральной студии Яблочковой. Спортсмен, в юности играл за дубль футбольного клуба «Спартак».
Участник Великой Отечественной войны. Войну встретил на Дальнем Востоке, где проходил срочную службу в пограничных войсках на границе с Японией. В октябре 1941 года направлен под Вязьму, в 6-й стрелковый корпус, 74-й Сталинской Добровольческой Отдельной стрелковой бригады «Алтайцев — Сибиряков» Тульского батальона связи. Там в тяжёлых боях был ранен и получил свою первую медаль «За отвагу». Воевал в составе Калининского, Центрального, Ленинградского, I и II Прибалтийского фронта. Победу встретил в Праге в звании гвардии капитана, командира роты автоматчиков (танковый десант). Награждён многими орденами и медалями, среди них два  Ордена Красной Звезды, Орден Красного Знамени, две Медали «За отвагу» (СССР).
Работа в театре
В 1946 году после демобилизации из рядов РККА Леонид пришёл в Центральный академический театр Советской армии, где работал актёром и режиссёром — ассистентом. В 1959 году в соавторстве с Ниной Ольшевской поставил спектакль «Серёжка с Малой Бронной» по пьесе Ю. Шевкуненко , а на сцене Тульский государственный академический театр драмы имени М. Горького — спектакль «Тигровая шуба».
Работа на телевидении
Режиссёр-постановщик целого ряда спектаклей на Центральное телевидение Гостелерадио СССР: «Три вакансии для светил», «Дуплянка», «Чудная», «Алексей Куликов — боец», «Свеаборг» 1969 г. (фильм-спектакль) и др.
С 1960 года работал на киностудии Мосфильм с такими режиссёрами как Эльдар Рязанов, Леонид Квинихидзе, Эдмонд Кеосаян, Игорь Таланкин, Виктор Титов. В качестве второго режиссёра принимал участие в создании более 15 художественных фильмов. 
Фильмография
- 1962 — «Двое в степи»  Режиссёр — Анатолий Эфрос, оператор — Пётр Емельянов
- 1965 — «Строится мост»  Режиссёры — Олег Ефремов и Гавриил Егиазаров, оператор — Гавриил Егиазаров
- 1965 — «Стряпуха»  Режиссёр — Эдмонд Кеосаян, оператор — Фёдор Добронравов
- 1968 — «Исход»  Режиссёры — Анатолий Бобровский и Жамьянгийн Бунтар, операторы — Владимир Боганов и Халторийн Дамдин
- 1972 — «Сибирячка»  Режиссёр — Алексей Салтыков, операторы — Геннадий Цекавый и Виктор Якушев
- 1974 — «Выбор цели»  Режиссёр — Игорь Таланкин, операторы — Наум Ардашников и Борис Травкин
- 1976 — «Повесть о неизвестном актёре»  Режиссёр — Александр Зархи, оператор — Петр Шумский
- 1979 — «31 июня»  Режиссёр — Леонид Квинихидзе, оператор — Илья Миньковецкий
- 1979 — «Тот самый Мюнхгаузен»  Режиссёр — Марк Захаров, оператор — Владимир Нахабцев
- 1982 — «Отпуск за свой счёт»  Режиссёр — Виктор Титов, оператор — Ференц Марияши
- 1982 — «Вокзал для двоих»  Режиссёр — Эльдар Рязанов, оператор — Вадим Алисов
- 1984 — «Жестокий романс»  Режиссёр — Эльдар Рязанов, оператор — Вадим Алисов

Член Союза кинематографистов СССР.
Ушёл из жизни 25 сентября 2009 года, похоронен в Москве на Рогожском кладбище.

## Награды и звания
- Орден Отечественной войны I степени[1]
- Орден Отечественной войны II степени[2]
- Орден Красного Знамени
- Два Орден Красной Звезды[3]
- Две Медали «За отвагу»[4]
- Медаль «За боевые заслуги»
- Медаль «За оборону Москвы»
- Медаль «За победу над Германией в Великой Отечественной войне 1941—1945 гг.»
- Медаль «20 лет Победы в Великой Отечественной войне 1941—1945 гг.»
- Медаль «30 лет Победы в Великой Отечественной войне 1941—1945 гг.»
- Медаль «40 лет Победы в Великой Отечественной войне 1941—1945 гг.»
- Медаль «50 лет Победы в Великой Отечественной войне 1941—1945 гг.»
- Медаль «60 лет Победы в Великой Отечественной войне 1941—1945 гг.»
- Медаль «30 лет Советской Армии и Флота»
- Медаль «40 лет Вооружённых Сил СССР»
- Медаль «50 лет Вооружённых Сил СССР»
- Медаль «60 лет Вооружённых Сил СССР»
- Медаль «70 лет Вооружённых Сил СССР»
- Медаль «В память 850-летия Москвы»
- Медаль «Ветеран труда»
- Медаль Жукова
- Капитан гвардии, командир роты автоматчиков
- Ветеран труда

## Семья
- Мать — Елизавета Исааковна Черток (1899—1989), участник Гражданской войны, ответственный работник Наркомата внешней торговли.
- Тётя — Софья Исааковна Черток (1900—1949).
- Дядя — Леонид Исаакович Черток (1902—1937), деятель советских спецслужб.
- Сводный брат — Александр Абрамович Черток (1926—2011), физик, руководитель кафедры «Светотехники» Театрального художественно-технического училища.

Вторым браком женат на актрисе театра Советской армии Инге Александровне Шантырь.
- Дочь (от первого брака) — Ирина Леонидовна Климова-Черток (1947—2008).
- Сын — Леонид Леонидович Черток — журналист, окончил сценарный факультет ВГИКа, долгое время работал на "Мосфильме". Сейчас проживает в Архангельске, возглавляет информационное агентство "RUSNORD".